# Boscos de pi i roure de Sierra Madre del Sur
Els boscos de pi i roure és una ecoregió del bosc subtropical de coníferes de la serralada de Sierra Madre del Sur del sud de Mèxic. Els boscos de pi i roure de Sierra Madre del Sur ocupen una superfície de 61.200 km², en els estats de Michoacán, Guerrero i Oaxaca.
Els boscos de pi i roure ocupen els vessants més alts de la serralada de Sierra Madre del Sur, que discorre d'est a oest paral·lela a la costa del Pacífic sud de Mèxic. Els boscos estan envoltats de boscos tropicals secs en elevacions més baixes, els boscos secs de Jalisco, a l'oest, els boscos secs de Balsas al nord, a la conca hidrogràfica del riu Balsas, i els boscos secs del sud del Pacífic, al sud i a l'est al llarg de la costa del Pacífic.

## Flora
Les comunitats vegetals principals són els boscos de roures, boscos ennuvolats, boscos de pi i roure i boscos d'avets. Les comunitats vegetals varien amb l'altitud i les precipitacions.
Els boscos de roures creixen entre els 1.900 fins als 2.500 metres d'altitud. Els boscos nuvolosos creixen a 2.300 metres, els boscos de pi i roure creixen a 2.400-2.500 metres, i boscos d'avets creixen per damunt dels 3.000 metres.
Quercus magnolifolia, Quercus castanea i alguns individus de Pinus montezumae són predominants en zones verdes, amb abundants plantes herbàcies i algunes epífites de les famílies d'orquídies i bromeliàcies. Els boscos de pi i roures i els boscos de pi també hi creixen Quercus obtusata i Arbutus xalapensis. Les epífites vasculars no hi abunden, amb l'excepció de Tillandsia spp. Les plantes herbàcies són comunes. Els pins que predominen són Pinus herrerai, Pinus pseudostrobus, Pinus pringlei, i Pinus ayacahuite. El pi endèmic Pinus rzedowskii es classifica com una espècie amenaçada. Les Epífites vasculars són poc freqüents, però abunden les molses i líquens. El bosc ennuvolat es caracteritza per Abies sp. Quercus uxxoris, Pinus ayacahuite i Cupressus lindleyi. En aquest cas, la capa de gespa està ben desenvolupada, i les falgueres i les orquídies hi creixen pràcticament a tot arreu.